# Thomas Tengstedt
Thomas Tengstedt (født 15. maj 1975) er en forhenværende dansk fodboldspiller, som spillede det meste af sin karriere i Viborg FF.
Tengstedt har spillet i Viborg FF siden slutningen af 90'erne og spillede både som venstre back og midterforsvarer.
Tengstedt stoppede karrieren den 14. maj 2009 efter 11 år, 233 kampe og 12 mål hos Viborg FF.
Thomas Tengstedt er far til Casper Tengstedt, som også er fodboldspiller, og som spiller for Primeira Liga-klubben Benfica.